# Frithstool

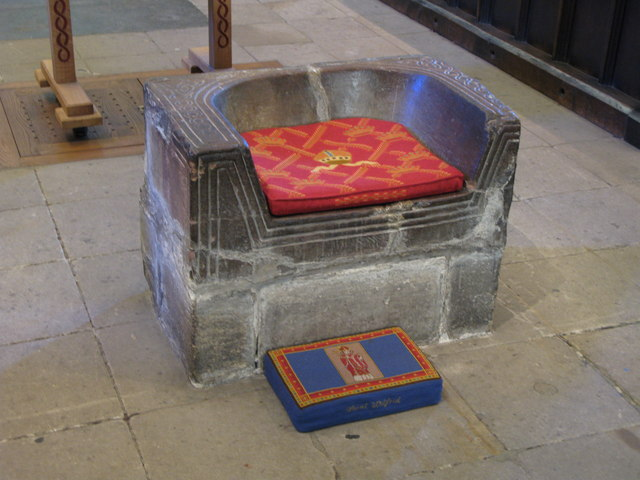
Frithstool von Hexham Abbey

Mit dem altenglischen Begriff Frithstool (auch Frith Stool, deutsch etwa „Friedenssitz“) wird ein steinerner Sitz bezeichnet, wie er heute noch in der Hexham Abbey in der Grafschaft (county) Northumbria im Norden Englands zu sehen ist.
Ein weiterer steinerner Sitz mit der Bezeichnung Sanctuary Chair befindet sich im gut 220 km südöstlich gelegenen Beverley Minster in Yorkshire. Zwischen Hexham und Beverley existiert eine personelle Beziehung, denn John von Beverley, der spätere Bischof von York, war in den Jahren 687–705 Bischof von Hexham.

## Geschichte
Der Frithstool von Hexham geht möglicherweise zurück auf die Gründung des Klosters im Jahr 674 durch den später als heilig verehrten Bischof Wilfrid von York († um 710), der während eines früheren Aufenthalts im fränkischen Gallien ähnliche Dinge gesehen haben könnte. In den Jahren 678 bis 821 war Hexham Bischofssitz und so könnte der Sitz auch als Bischofssitz (cathedra) genutzt worden sein. Möglicherweise unter den Überfällen der Wikinger verfiel die Abtei von Hexham im 9. und 10. Jahrhundert, wenngleich wohl noch Mönche anwesend waren.
Die erste Erwähnung des Namens Frith Stool stammt von dem Prior Richard von Hexham, der um die Mitte des 12. Jahrhunderts in einer kurzen Chronik seines Klosters die Bezeichnung erwähnt. Eine tatsächliche Nutzung als sakrosanktes Refugium ist nirgends belegt, doch belegt seine glatte Polierung im Innern eine intensive Nutzung.